# Bob Kennedy
Bob Kennedy (eigentlich Robert Owen Kennedy Jr.; * 18. August 1970 in Bloomington, Indiana) ist ein ehemaliger US-amerikanischer Langstreckenläufer.
Bei den Leichtathletik-Weltmeisterschaften 1991 in Tokio und bei den Olympischen Spielen 1992 in Barcelona wurde er jeweils Zwölfter über 5000 m. Über dieselbe Distanz schied er bei den Weltmeisterschaften 1993 in Stuttgart im Vorlauf aus und wurde Siebter bei den Weltmeisterschaften 1995 in Göteborg.
1996 wurde er über 5000 m Sechster bei den Olympischen Spielen in Atlanta und blieb kurz danach als erster Nicht-Afrikaner über diese Distanz unter der 13-Minuten-Marke. Einem siebten Platz über 5000 m bei den Weltmeisterschaften 1997 in Athen folgte ein neunter bei den Weltmeisterschaften 1999 in Sevilla.
2000 erlitt er im Frühling bei einem Autounfall eine Wirbelverletzung, die ihn hinderte, rechtzeitig zur Qualifikation für die Olympischen Spiele in Sydney in Form zu kommen.
Im darauffolgenden Jahr wurde er Zwölfter bei den Crosslauf-Weltmeisterschaften und gewann mit dem US-Team die Bronzemedaille, wurde aber danach von Anämie und Hypothyreose zurückgeworfen und verpasste daher die Weltmeisterschaften 2001. 2004 erreichte er bei den US-Ausscheidungskämpfen für die Olympischen Spiele in Athen über 10.000 m wegen Beschwerden an der Achillessehne nicht das Ziel. Auch beim New-York-City-Marathon desselben Jahres musste er aus dem gleichen Grund aufgeben. 2006 erklärte er dann seinen Rücktritt vom Wettkampfsport.
Viermal wurde er US-Meister über 5000 m (1995–1997, 2001) und zweimal im Crosslauf (1992, 2004).
Bob Kennedy ist 1,83 Meter groß und wog zu Wettkampfzeiten 66 kg. Er ist Absolvent der Indiana University. 2000 eröffnete er zusammen mit dem ehemaligen Straßenläufer Ashley Johnson in Indianapolis das Sportgeschäft The Running Company. 2005 wurden er und seine Ehefrau Melina Eltern von Zwillingen.

## Persönliche Bestleistungen
- 1500 m: 3:38,32 min, 25. Juni 1991, Hengelo
- 1 Meile: 3:56,21 min, 4. Juni 1994, Eugene
- 2000 m: 4:59,9 min, 10. August 1996, Monaco
- 3000 m: 7:30,84 min, 8. August 1998, Monaco (aktueller Nordamerika-Rekord; Stand März 2010)
- 5000 m: 12:58,21 min, 14. August 1996, Zürich (ehemaliger Nordamerika-Rekord)
- 10.000 m: 27:37,45 min, 30. April 2004, Palo Alto